# Développement en réflexions multiples de Balian-Bloch
En physique théorique, le développement en réflexions multiples de Balian-Bloch est un développement asymptotique des fonctions de Green de l'équation de Helmholtz pour des ondes confinées dans une cavité (domaine borné de l'espace). Il permet d'accéder à la connaissance asymptotique de la distribution des fréquences propres de la cavité. Ce développement est l'œuvre des physiciens Roger Balian et Claude Bloch.

## Articles liés
- Laplacien
- Théorie du potentiel
- Fonction de Green
- Géométrie spectrale
- Noyau de la chaleur
- Chaos quantique
- Formule des traces de Gutzwiller

### Articles originaux
- Roger Balian & Claude Bloch ; Distribution of eigenfrequencies for the wave equation in a finite domain. I. Three-dimensional problem with smooth boundary surface, Annals of Physics 60(1970), 401-447 ; Erratum : Annals of Physics 84 (1974), 559.
- Roger Balian & Claude Bloch ; Distribution of Eigenfrequencies for the Wave Equation in a Finite Domain. II. Electromagnetic Field. Riemannian Spaces, Annals of Physics 64 (1971), 271-307 ; Erratum : Annals of Physics 84 (1974), 559-562.
- Roger Balian & Claude Bloch ; Distribution of eigenfrequencies for the wave equation in a finite domain - III. Eigenfrequency density oscillations, Annals of Physics 69 (1972), 76-160.

### Autres articles
- M. Bordag, D. Vassilevich, H. Falomir, E.M. Santangelo ; Multiple reflection expansion and heat kernel coefficients, Physical Review D64 (2001), 045017. ArXiv : hep-th/0103037.

- Steve Zelditch ; Inverse spectral problem for analytic plane domains I: Balian-Bloch trace formula, ArXiv : math/0111077.